# Olimpíada de Filosofia do Rio Grande do Sul
A Olimpíada de Filosofia do Rio Grande do Sul é uma das olimpíadas de conhecimento brasileiras. Criada em 2008, objetiva fomentar o interesse filosófico de estudantes do ensino básico.
A olimpíada baseia-se em projeto desenvolvido pelas escolas (atividades pré-olímpicas) e por trabalhos apresentados pelos estudantes, nas próprias escolas e em um encontro estadual.
A olimpíada tem o apoio da Associação de Cursos de Filosofia do Sul do Brasil, Associação do Licenciados em Filosofia - A.L.F, e de instituições como a Universidade de Caxias do Sul e a Pontifícia Universidade Católica do Rio Grande do Sul.